# Faisal-Weizmann-Abkommen

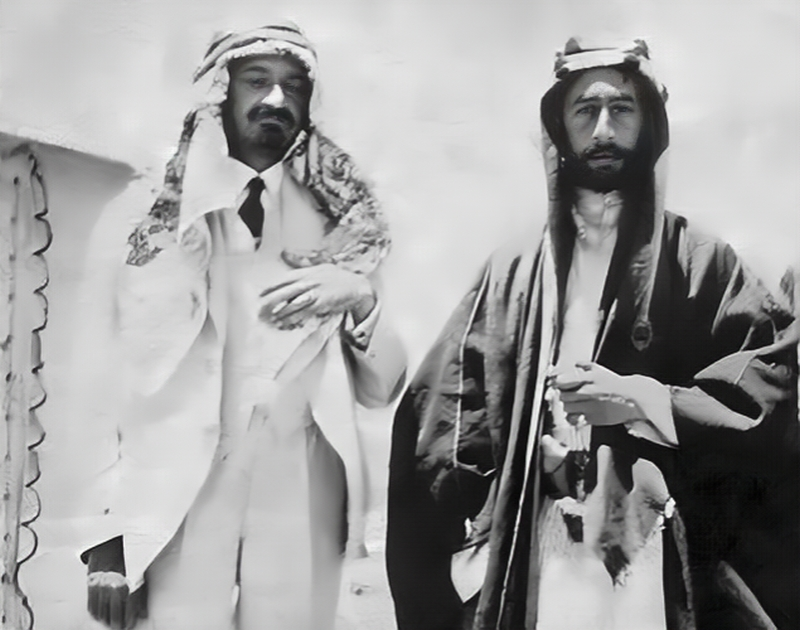
Faisal I. (rechts) und Chaim Weizmann (mit arabischer Kopfbedeckung, als Zeichen der Freundschaft) am 4. Juni 1918 im südlichen Vilâyet Syrien, heute Jordanien

Das Faisal-Weizmann-Abkommen ist eine am 3. Januar 1919 im Vorfeld der Pariser Friedenskonferenz zwischen Emir Faisal und Chaim Weizmann getroffene Übereinkunft über die politische Neuordnung Palästinas, die niemals in Kraft trat.
Das Faisal-Weizmann-Abkommen bestimmte die einvernehmliche Festlegung von Staatsgrenzen für das von Faisal angestrebte arabische Königreich und den von Weizmann gemäß der Balfour-Deklaration angestrebten jüdischen Staat. Faisal stimmte damit der Herauslösung Palästinas aus dem arabischen Königreich und der Existenz eines jüdisch-zionistischen Staates grundsätzlich zu.
Das Abkommen betonte die gemeinsame Abstammung der Juden und Araber Palästinas und legte darüber hinaus die Religionsfreiheit und den freien Zugang der Moslems zu den heiligen islamischen Stätten in Palästina fest. Großbritannien war als Schiedsstelle bei Konflikten vorgesehen.
Im Schlusswort machte Faisal jedoch klar: „Ich werde die Klauseln dieses Vertrages wirksam machen, sobald die Araber ihre Unabhängigkeit unter den Bedingungen erlangt haben, welche in meinem Memorandum verzeichnet sind, das ich am 4. Januar 1919 an den britischen Staatssekretär im Außenministerium sandte. Wenn jedoch [die Bedingungen meines Memorandums] auch nur der leichtesten Veränderung unterzogen würden, wäre ich mit keinem Wort mehr an den dann null und nichtigen Vertrag gebunden und zu seiner Einhaltung nicht mehr verpflichtet.“
Faisal machte die Wirksamkeit des gesamten Vertrages also davon abhängig, dass die Araber die ihnen versprochene Unabhängigkeit erhalten, aber diese Bedingung wurde nicht erfüllt. Anstatt politische Unabhängigkeit zu erlangen, wurde die Levante sowie das Gebiet des heutigen Irak an der Konferenz von Sanremo zwischen Frankreich (Völkerbundmandat für Syrien und Libanon) und Großbritannien (Britisches Mandat über Palästina, Britisches Mandat Mesopotamien) aufgeteilt.
Die Einigung aus dem Abkommen hielt nur kurz. Briten und Franzosen hatten sich während des Ersten Weltkrieges im (geheimen) Sykes-Picot-Abkommen über die Aufteilung ihrer Interessensphären im Nahen Osten geeinigt und Frankreich drängte nun auf die Erfüllung der Vereinbarungen. Aus diesem Grund zogen sich die Briten Ende 1919 aus dem syrisch-libanesischen Küstengebiet zurück, wobei die osmanisch-libanesischen Sandschaks Akkon und Nablus ans neue Palästina kamen und unter britischer Herrschaft blieben, während die Franzosen das Mandat für Syrien und Libanon übernahmen.
Die Araber standen dieser Entwicklung feindselig gegenüber, denn ihr Ziel war die Gründung eines großsyrischen Königreiches. Nachdem der syrische Kongress am 7. und 8. März 1920 zur Unabhängigkeit von Großsyrien im Königreich Syrien aufgerufen hatte und Faisal zum König ausgerufen worden war, kam es zu Massendemonstrationen in Jerusalem und ganz Palästina. Die Mehrheitsmeinung forderte Palästina als Süd-Syrien für das arabische Königreich ein und erwartete von Faisal die Distanzierung von dem Abkommen. Spätestens nach den anti-jüdischen Ausschreitungen am 4. April 1920 waren die angestrebten Ziele des Faisal-Weizmann-Abkommens hinfällig geworden.